# Harley-Davidson 350cc-tweetakten
De Harley-Davidson 350cc-tweetakten vormen een serie motorfietsen die in 1978 op de markt werd gebracht door het Amerikaanse merk Harley-Davidson. De machines werden echter geproduceerd in de voormalige Aermacchi-fabriek in Varese die eigendom van Harley-Davidson was.

## Voorgeschiedenis
Harley-Davidson had in 1960 een belang van 50% genomen in Aermacchi. Dat had voor beide merken voordelen: Harley-Davidson kon haar modellenaanbod uitbreiden met lichtere motorfietsen, terwijl Aermacchi haar afzetmarkt uitbreidde tot de Verenigde Staten. Bovendien kon men de verhuizing van de motorfietsproductie naar de oude watervliegtuighangars aan het Meer van Varese realiseren. Daardoor creëerde men meer ruimte voor de vliegtuigbouw, de oorspronkelijke stiel van de fabriek. Aermacchi had in de jaren zestig al 250cc-modellen uitgebracht, maar dat waren allemaal viertaktmotoren. Er werden 250cc-modellen speciaal voor de Amerikaanse markt gemaakt, die uiteindelijk vervangen werden door 350cc-modellen. Toen Harley-Davidson in 1973 Aermacchi helemaal overnam, verdwenen de viertaktmodellen uit het programma. Aermacchi had, ook voor de Amerikaanse markt, tweetaktmodellen tot 125 cc gemaakt, maar nu werd het aanbod van tweetaktmodellen flink uitgebreid. Al in 1975 waren de SS 250 en SX 250 op de markt gekomen, maar die konden snel worden ontwikkeld door te Harley-Davidson 175cc-tweetakt 12 mm op te boren. 

## Harley-Davidson SST 350 en SX 350
De SST en SX 350 kregen een heel nieuwe motor, hoewel nog steeds een zuigergestuurde staande eencilinder tweektakt. De SST was het toermodel en de SX was een allroad. De machines zagen er ook echt anders uit dan de 175- en 250cc-versies. Het verchroomde hitteschild over de uitlaat was bij de SX vervangen door een matzwarte uitlaat die zonder hitteschild over de cilinder en achter het zijdeksel langs liep. Daardoor werd het been van de berijder ook beschermd tegen verbranden. Ook de SST had een matzwarte uitlaat, maar die liep zoals gebruikelijk onderlangs. De SX was ook meer geschikt voor het rijden in het terrein dan de SX 175/250, dankzij zijn 21 inch voorwiel. De SX had trommelremmen, de SST had een schijfrem in het voorwiel. Doordat Harley-Davidson de vestiging in Varese in 1978 verkocht aan Cagiva, werden de machines slechts één jaar als "Harley-Davidson" geleverd, maar Cagiva zette de productie voort en de machines bestonden nog jaren, eerst als "HD-Cagiva" en later als "Cagiva". 

## Technische gegevens
| Harley-Davidson        | SST 350                                           | SX 350                                            |
| ---------------------- | ------------------------------------------------- | ------------------------------------------------- |
| Periode                | 1978                                              | 1978                                              |
| Categorie              | toermotorfiets                                    | allroad                                           |
| Motortype              | tweetakt                                          | tweetakt                                          |
| Bouwwijze              | zuigergestuurde luchtgekoelde staande eencilinder | zuigergestuurde luchtgekoelde staande eencilinder |
| boring                 | 80 mm                                             | 80 mm                                             |
| slag                   | 68 mm                                             | 68 mm                                             |
| Cilinderinhoud         | 341,8 cc                                          | 341,8 cc                                          |
| Carburateur            | Dell'Orto 34 mm                                   | Dell'Orto 34 mm                                   |
| Smeersysteem           | pompsmering                                       | pompsmering                                       |
| Compressieverhouding   | 9,6:1                                             | 9,6:1                                             |
| Max. Vermogen          | 19,9 kW/27 pk                                     | 19,9 kW/27 pk                                     |
| Topsnelheid            | onbekend                                          | onbekend                                          |
| Primaire aandrijving   | tandwielen                                        | tandwielen                                        |
| koppeling              | meervoudige natte platenkoppeling                 | meervoudige natte platenkoppeling                 |
| versnellingen          | 5                                                 |                                                   |
| Secundaire aandrijving | ketting                                           | ketting                                           |
| Rijwielgedeelte        | dubbel wiegframe                                  | dubbel wiegframe                                  |
| Voorvork               | telescoopvork                                     | telescoopvork                                     |
| Achtervork             | swingarm met drievoudig verstelbare Betor dempers | swingarm met vijfvoudig verstelbare Betor dempers |
| Remmen                 | schijfrem voor, trommelrem achter                 | trommelremmen                                     |
| Tankinhoud             | 10,5 liter                                        | 10,5 liter                                        |
| Droog gewicht          | 114 kg                                            | 114 kg                                            |